# Emmen Revisited

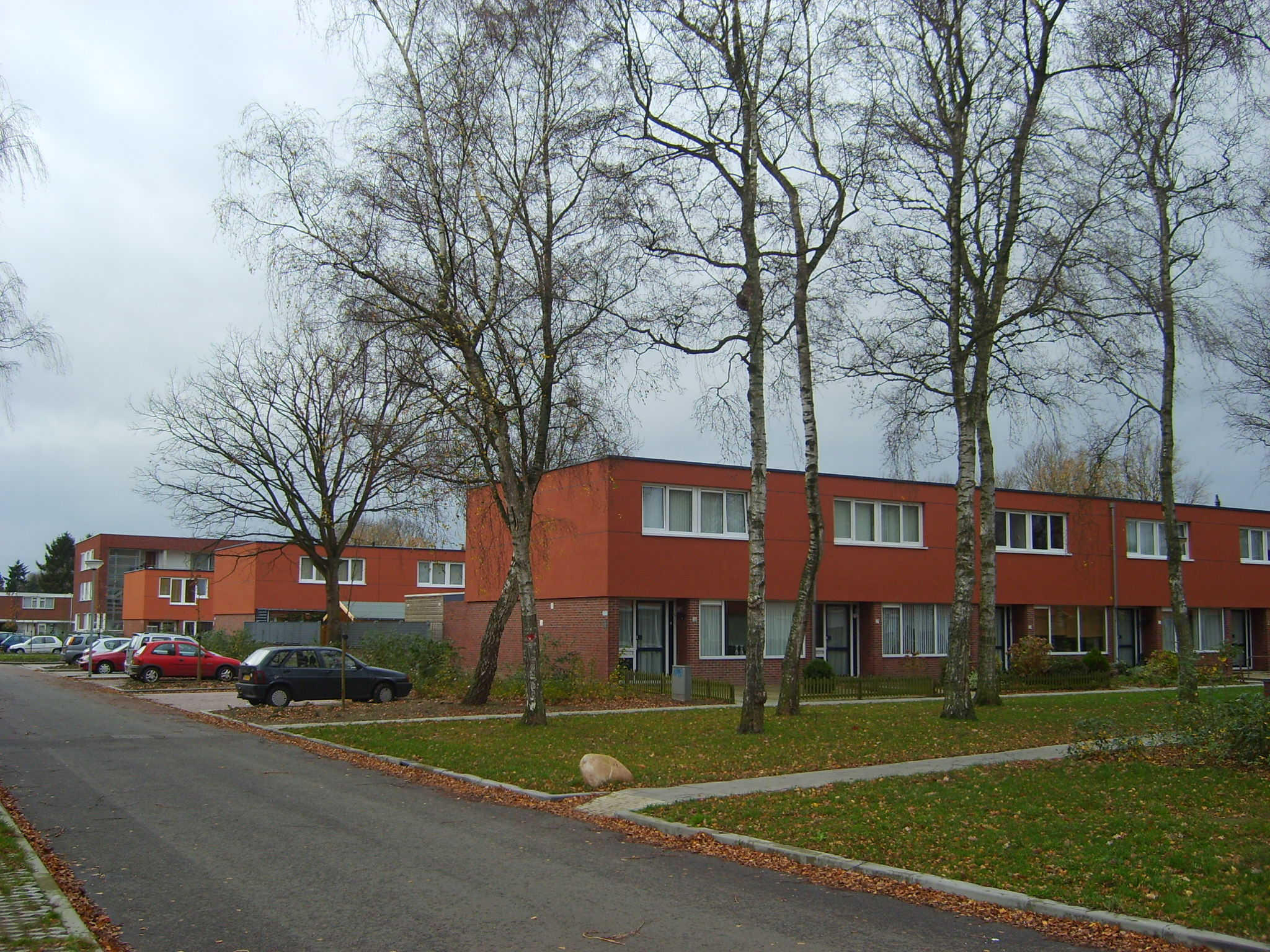
Gerenoveerde woningen in Angelslo

Emmen Revisited (Emmen herzien) is de naam van het projectbureau dat belast is met de coördinatie van de herstructureringproces in wijk Angelslo, Emmerhout en Bargeres. Het werd in 1997 opgericht. De gemeente Emmen, de woningcorporaties Wooncom en Domesta en andere belanghebbenden in de wijk hebben bewust gekozen voor een Engelstalige naam omdat men meende dat zo de essentie van doel en proces het best werd weergegeven. Het projectbureau wordt gesubsidieerd door de overheid. Anno 2015 is het een samenwerkingsverband van mensen en organisaties die zich inzetten voor de dorpen en wijken in de gemeente Emmen.

## Opzet
De opzet van de instanties was de achteruitgang door veroudering van de Emmense naoorlogse woningvoorraad door renovatie en vernieuwing van ongeveer 10.000 woningen tegen te gaan. Het projectbureau kreeg de opdracht er voor te zorgen dat stedenbouwkundige planologische kenmerken van de naoorlogse woonwijken behouden bleven terwijl het uiterlijk werd vernieuwd. Zo moest in de wijk Bargeres de kenmerken van 'bloemkoolwijk' blijven houden. Emmen Revisited werd in 1997 erkend door het ministerie van VROM in het kader van werken aan vernieuwing van verouderende woonwijken. Op 29 oktober 2007 bezocht minister Ella Vogelaar de wijken Bargeres, Angelslo en Emmerhout om er in het kader van de zogenoemde vogelaarwijken te praten over de wijkaanpak in Emmen. De manier van werken van Emmen Revisited leek haar geschikt om ook elders toe te passen.